# Меле (Лентехі)
Меле (груз. მელე) — село в Грузії.
За даними перепису населення 2014 року в селі проживає 116 особа.